# Fungus Amongus
Fungus Amongus – debiutancki album Incubusa, wydany 1 listopada 1995 przez Stopuglynailfungus Music On Chillum, ich własną niezależną wytwórnię. 7 listopada 2000 ukazała się reedycja wydana przez Sony Records.
Stylistycznie album ukazuje duży wpływ funkmetalowych zespołów takich jak Red Hot Chili Peppers, Primus, czy Mr. Bungle.

## Lista utworów
1. "You Will Be a Hot Dancer" – 3:47
2. "Shaft" – 3:14
3. "Trouble in 421" – 4:41
4. "Take Me To Your Leader" – 4:27
5. "Medium" – 3:12
6. "Speak Free" – 4:55
7. "The Answer" – 3:02
8. "Psychopsilocybin" – 4:20
9. "Sink Beneath the Line" – 3:15
10. "Hilikus" – 3:15

## Twórcy
- Brandon Boyd – wokal, instrumenty perkusyjne
- Mike Einziger – gitara
- Dirk Lance – gitara basowa
- Jose Pasillas – perkusja